# Distrikt Leoncio Prado (Huaura)
Der Distrikt Leoncio Prado liegt in der Provinz Huaura in der Region Lima in West-Peru. Der Distrikt wurde am 30. Januar 1953 gegründet. Benannt wurde der Distrikt nach Leoncio Prado (1853–1883), ein peruanischer Militär, der in der Schlacht von Huamachuco fiel.
Der Distrikt besitzt eine Fläche von 295 km². Beim Zensus 2017 wurden 2058 Einwohner gezählt. Im Jahr 1993 lag die Einwohnerzahl bei 2063, im Jahr 2007 bei 2012. Die Distriktverwaltung befindet sich in der 3278 m hoch gelegenen Ortschaft Santa Cruz mit 143 Einwohnern (Stand 2017). Santa Cruz liegt 75 km östlich der Provinzhauptstadt Huacho.

## Geographische Lage
Der Distrikt Leoncio Prado liegt in der peruanischen Westkordillere im Osten der Provinz Huaura. Der Río Huaura fließt im äußersten Nordwesten entlang der Distriktgrenze nach Südwesten. Der äußerste Nordwesten des Distrikts wird von der Quebrada Paran in westnordwestlicher Richtung durchflossen. Das restliche Areal wird über den Río Chico, linker Nebenfluss des Río Huaura, entwässert.
Der Distrikt Leoncio Prado grenzt im Westen an den Distrikt Sayán, im Nordwesten an den Distrikt Paccho, im Nordosten an den Distrikt Checras, im Osten an den Distrikt Santa Leonor, im Südosten an den Distrikt Veintisiete de Noviembre sowie im Südwesten an den Distrikt Ihuarí (die beiden letztgenannten Distrikte in der Provinz Huaral).